# Дрогобицька обласна рада
Дрогобицька обласна рада депутатів трудящих — вищий представницький орган місцевого самоврядування Дрогобицької області у період 1940 — 1959 років.
Обласна рада складалася із депутатів, обиралася населенням Дрогобицької області терміном на три (два) роки. Рада обирала керівний орган — виконавчий комітет обласної ради (облвиконком) та постійні комісії. Обласна рада проводила свою роботу сесійно.

## Історична довідка
Постановою ЦК КП(б)У 860-оп від 27 листопада 1939 року був затверджений персональний склад Дрогобицького облвиконкому: Леженко Данило Дмитрович — голова облвиконкому; Ткач Яків Микитович — 1-й секретар Дрогобицького обкому КП(б)У; Загородний Олексій Григорович — 2-й секретар Дрогобицького обкому КП(б)У; Коліков Олексій Леонтійович — заступник голови облвиконкому; Чижов Т.П. — секретар облвиконкому; Шишкін Федір Маркович — завідувач Дрогобицького обласного фінансового відділу; Сарнавський Сергій Григорович — начальник Дрогобицького обласного земельного відділу; Кравчук Іван Юрійович — завідувач Дрогобицького обласного відділу комунального господарства; Швачко С.М. — завідувач Дрогобицького обласного торговельного відділу; Кравець Василь Гаврилович — завідувач Дрогобицького обласного відділу народної освіти; Зачепа Іван Іванович — начальник Дрогобицького обласного управління НКВС.
Протягом 1940 року у складі облвиконкому відбулися деякі зміни: покинув межі області у серпні 1940 року Коліков Олексій Леонтійович, перейшов на іншу роботу Чижов Т.П.. Заступником голови облвиконкому був обраний Шишкін Федір Маркович; 1-м заступником голови Дрогобицького облвиконкому став Астапенко Олександр Гаврилович. Секретарем облвиконкому був призначений Борисенко В., потім —  Литвяк Юхим Миколайович. Дрогобицький обласний фінансовий відділ очолив Желткевич Микола Михайлович.
15 грудня 1940 року відбулися вибори Дрогобицької обласної ради депутатів трудящих 1-го скликання. Всього до обласної ради було обрано 76 депутатів.

## Керівництво обласної ради
- Головами облвиконкому обиралися:
  - Леженко Данило Дмитрович (1939–1941 і 1944–1946),
  - Кравчук Іван Юрійович (1946–1947),
  - Яворський Іван Йосипович (1947–1951),
  - Тарнавський Ілля Євстахійович (1951—1952),
  - Яворський Іван Йосипович (1952–1957),
  - Тарнавський Ілля Євстахійович (1957—1959).

## Розташування (будівлі)
Підрозділи виконавчого апарату Дрогобицької обласної ради депутатів трудящих спочатку розташовувалися в адміністративному будинку на вулиці Горького (тепер Лесі Українки), а потім на вулиці Гоголя (тепер Івана Франка) у приміщенні колишнього Дрогобицького староства (на даний час — будинок Дрогобицького педагогічного ліцею). Сесії Дрогобицької обласної ради депутатів трудящих проводилися переважно у будівлі місцевого театру.